# Генерал Рафаел Урданета (мост)
Мостът „Генерал Рафаел Урданета“ (на испански: Puente General Rafael Urdaneta) е пътен мост край град Маракайбо във Венецуела.
Мостът пресича езерото Маракайбо в тясната му северна част и е основната връзка на град Маракайбо с останалата част от страната.
Построен е в периода от 1958 до 1962 г. по проект на италианския инженер Рикардо Моранди. Има стоманобетонна вантова конструкция. Общата му дължина е 8,7 km, а броят на отворите е над 120, най-големите от които са с дължина 85 m.